# Eutrepsia crusa
Eutrepsia crusa là một loài bướm đêm trong họ Geometridae.